# Parioli Challenger 1986
Il Parioli Challenger 1986 è stato un torneo di tennis facente parte della categoria ATP Challenger Series nell'ambito dell'ATP Challenger Series 1986. Il torneo si è giocato a Parioli in Italia dal 14 al 20 aprile 1986 su campi in terra rossa.

## Vincitori

### Singolare
Simone Colombo ha battuto in finale  Jörgen Windahl con il punteggio di 6–4, 6–2

### Doppio
Paolo Canè /  Simone Colombo hanno battuto in finale  Stephan Medem /  Dominik Guido Utzinger con il punteggio di 6–1, 6–4